# Kearran Giovanni
Pour les articles homonymes, voir Giovanni.
Kearran Giovanni est une actrice américaine, née le 16 décembre 1981 à Lafayette (Louisiane). Elle est surtout connue pour tenir l'un des rôles principaux dans la série télévisée Major Crimes (2012-2018).

## Biographie
Elle est née le 16 décembre 1981 à Lafayette en Louisiane et a grandi à Katy au Texas. Elle a étudié à la High School for the Performing and Visual Arts et à l'Université de Cincinnati. Elle est mariée avec Philip Ambrosino, ils ont deux enfants.

## Filmographie
- 2009 : On ne vit qu'une fois (One Life to Live)
- 2012 : Royal Pains
- 2012-2018 : Major Crimes (série télévisée)
- 2013 : Beauty and the Beast (série télévisée)
- 2015 : 22 Years (court métrage)
- 2017 : Designated Survivor (série télévisée) - 2 épisodes (The Ninth Seat et Party Lines)
- 2018 : Suspicion de Brad Anderson (téléfilm)
- 2018 : Dynastie (série télévisée) - 1 épisode
- 2018 : Bull (série télévisée) - 1 épisode
- 2018-2019 : Black Lightning (série télévisée)
- 2021 : All rise (série télévisée) - 1 épisode